# Ichneumon sibiricus
Ichneumon sibiricus là một loài tò vò trong họ Ichneumonidae.